# Tapsatella albocastanea
Genre
Espèce
Tapsatella albocastanea, unique représentant du genre Tapsatella, est une espèce d'araignées aranéomorphes de la famille des Salticidae.

## Distribution
Cette espèce est endémique de la province du Chaco en Argentine,.

## Description
Le mâle holotype mesure 5,44 mm et la femelle paratype 7,10 mm.

## Publication originale
- Rubio, Stolar, Nadal. & Baigorria, 2020 : The jumping spider Tapsatella albocastanea, a new genus and species from Argentina (Araneae: Salticidae: Freyina). Peckhamia, vol. 203.1, p. 1-9 (texte intégral).